# Pierre Skawinski
Pierre Skawinski   (Bordeus, 23 de desembre de 1912 - Biarritz, 20 de març de 2009) va ser un atleta francès, especialista en curses de velocitat, que va competir durant la dècada de 1930.
El 1936 va prendre part en els Jocs Olímpics de Berlín, on quedà eliminat en semifinals en la cursa dels 400 metres del programa d'atletisme.
En el seu palmarès destaquen dues medalles de plata als Campionat d'Europa d'atletisme de 1934, així com quatre campionats nacionals, tres dels 400 metres (1933, 1936 i 1937) i un del 4x100 metres (1937).

## Millors marques
- 400 metres llisos. 48.0" (1934)[1][4]